# Langley (Vosges)
Langley ist eine französische französische Gemeinde mit 144 Einwohnern (1. Januar 2022) im Département Vosges in der Region Grand Est (bis 2015 Lothringen). Sie gehört zum Arrondissement Épinal und zum Gemeindeverband Épinal.

## Geografie

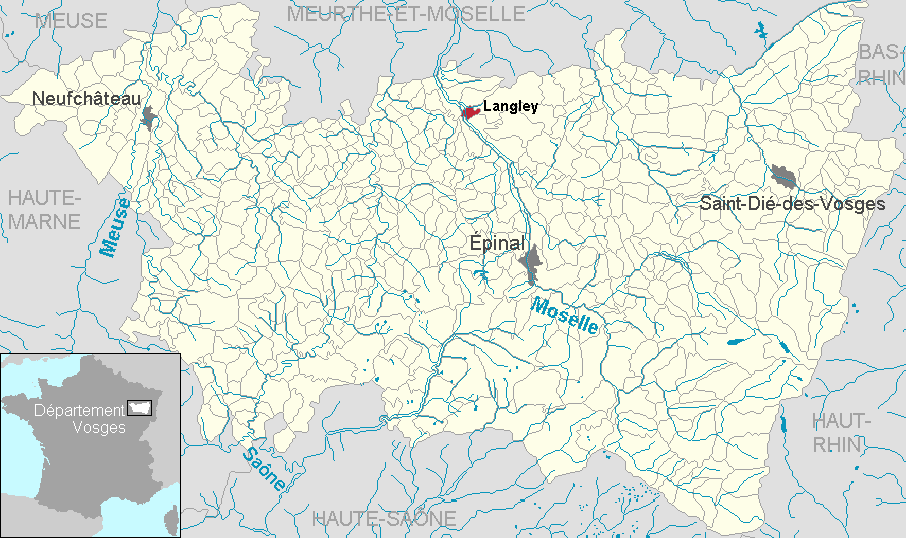
Lage der Gemeinde Langley
im Département Vosges

Die Gemeinde Langley liegt an der Mosel, etwa 25 Kilometer nordwestlich von Épinal. Die Mosel fließt in Südost-Nordwest-Richtung durch das Gemeindegebiet, der Kernort Langley liegt auf der rechten Moselseite. Im äußersten Westen berührt das Gemeindegebiet den parallel zur Mosel verlaufenden Canal des Vosges. Zu Langley gehört auch ein etwa 50 Hektar umfassendes Areal links der Mosel, das größtenteils aus einem Gewerbegebiet besteht (unter anderem Trafostationen des Konzerns EDF). Das Gewerbegebiet ist vom Dorf Langley aus nur über die Moselbrücken der Orte Charmes und Portieux erreichbar. In Langley führt eine Eisenbahnbrücke über die Mosel: die einzige auf der fast 100 Kilometer langen Bahnlinie von Nancy über Épinal nach Remiremont. Etwa 70 Hektar oder knapp ein Viertel des Gemeindeareals besteht aus Wald (Forêt de Ternes). Nachbargemeinden von Langley sind Essegney im Nordwesten und Norden, Damas-aux-Bois im Nordosten und Osten, Portieux im Südosten und Süden sowie Vincey im Südwesten.

## Geschichte
Das Dorf Langley gehörte von 1594 bis zur Französischen Revolution zur Vogtei Châtel, ab 1711 war Langley auch von der Pfarrei Vincey abhängig. Kirchlich gehörte das Dorf, das bis heute keine Kirche hat, zum Dekanat Jorxey der Diözese Toul. Die Kirchenbücher wurden im benachbarten Essegney geführt.
Das Bürgermeister- und Schulgebäude entstand 1877.

### Bevölkerungsentwicklung
| Jahr      | 1962 | 1968 | 1975 | 1982 | 1990 | 1999 | 2006 | 2014 | 2021 |
| Einwohner | 85   | 89   | 90   | 154  | 143  | 179  | 183  | 164  | 148  |

Im Jahr 1793 wurde mit 71 Bewohnern die bisher niedrigste Einwohnerzahl ermittelt. Die Zahlen basieren auf den Daten von cassini.ehess und INSEE.

## Sehenswürdigkeiten
- Lavoir

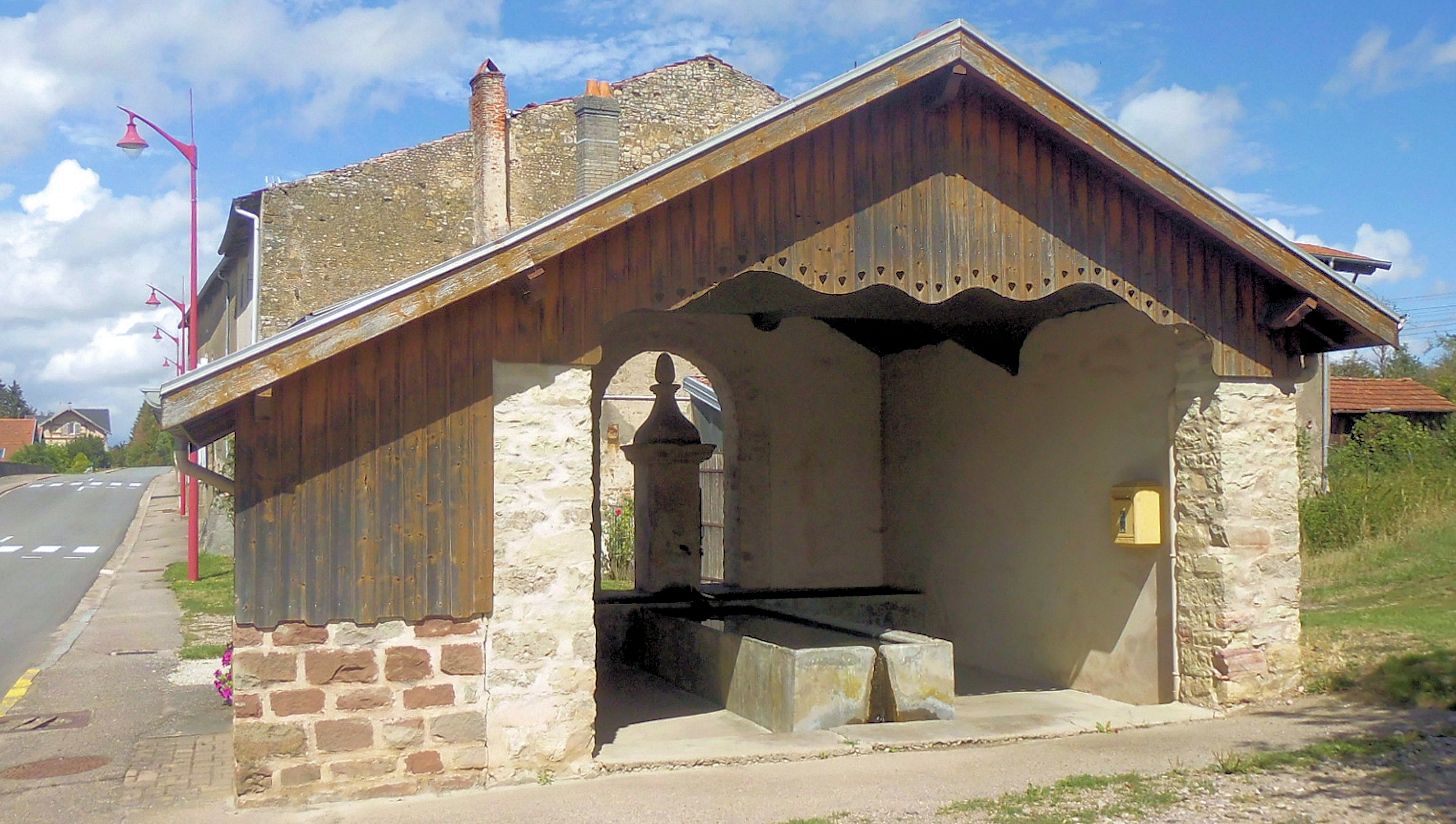
Ehemaliges öffentliches Waschhaus (Lavoir) in Langley

- typisch lothringisches Bauernhaus aus dem 17. Jahrhundert, das heute den Sitz des Bürgermeisters beherbergt (Mairie)

## Wirtschaft und Infrastruktur
In der Gemeinde sind drei Landwirtschaftsbetriebe ansässig (Milchwirtschaft, Viehzucht).
Durch die Gemeinde Essegney führt die Fernstraße D 32 von Charmes nach Rambervillers. In der nahen Stadt Charmes besteht ein Anschluss an die autobahnartig ausgebaute RN 57 von Nancy nach Épinal. Der anderthalb Kilometer von Langley entfernte Bahnhof Charmes liegt an der Bahnstrecke Blainville-Damelevières–Lure.

## Belege
1. ↑  Langley auf vosges-archives.com. (pdf; 106 kB) Archiviert vom Original (nicht mehr online verfügbar) am 6. April 2016; abgerufen am 20. November 2010 (französisch).  Info: Der Archivlink wurde automatisch eingesetzt und noch nicht geprüft. Bitte prüfe Original- und Archivlink gemäß Anleitung und entferne dann diesen Hinweis.
2. ↑  Langley auf cassini.ehess
3. ↑  Langley auf INSEE
4. ↑  Landwirtschaftsbetriebe auf annuaire-mairie.fr (französisch)